# 陳志光 (唱片業)
陳志光（英語：Gary Chan，約1965年—），香港演藝娛樂行業人物，通常以英文名Gary Chan發表音樂監製作品。歷任多家唱片公司、影視娛樂公司高層，曾任國際唱片業協會（香港會）主席。

## 生平
陳志光擁有英國華威大學管理學學士學位。1988年加入香港無綫電視國際事業部負責電視劇的國際市場發行事務。1996年，與導演杜琪峰及韋家輝等創立電影公司銀河映像，在該公司多部早期作品擔任行政監製或出品人。
曾任香港百代唱片、香港華納唱片高層。2007年轉投寰亞傳媒集團，擔任執行董事十五年，包括管理集團旗下的東亞唱片。在寰亞期間，從2016年起擔任業界組織國際唱片業協會（香港會）主席，至2023年9月離任。2023年11月起擔任香港環球唱片董事總經理 ，上任後進行大幅度架構整合，例如2024年3月突然裁走宣傳部全體員工。
曾任梁詠琪、周慧敏等藝人的經理人。
2016年及2021年當選香港選舉委員會體育、演藝、文化及出版界委員。

## 外部連結
- 陳志光在香港影庫上的簡介